# Hall of Fame Tennis Championships 2016 - Qualificazioni singolare
Le qualificazioni del singolare dell'Hall of Fame Tennis Championships 2016 sono state un torneo di tennis preliminare per accedere alla fase finale della manifestazione. I vincitori dell'ultimo turno sono entrati di diritto nel tabellone principale. In caso di ritiro di uno o più giocatori aventi diritto a questi sono subentrati i lucky loser, ossia i giocatori che hanno perso nell'ultimo turno ma che avevano una classifica più alta rispetto agli altri partecipanti che avevano comunque perso nel turno finale.

## Teste di serie
1. Alejandro Falla (primo turno)
2. Amir Weintraub (ultimo turno, Lucky loser)
3. Matthew Barton (ultimo turno)
4. Brydan Klein (ultimo turno)

1. Frank Dancevic (qualificato)
2. Ernesto Escobedo (primo turno)
3. Michał Przysiężny (qualificato)
4. Jan Hernych (primo turno, ritirato)

## Qualificati
1. Alex Kuznetsov
2. Frank Dancevic

1. Michał Przysiężny
2. Brian Baker

### Lucky Loser
1. Amir Weintraub

## Tabellone

### Legenda
| - Q = Qualificato - WC = Wild card - LL = Lucky loser | - ALT = Alternate - SE = Special Exempt - PR = Protected Ranking | - w/o = Walkover - r = Ritirato - d = Squalificato |

### Sezione 1
|  | Primo turno | Primo turno      | Primo turno     | Primo turno | Primo turno |  |  | Ultimo turno | Ultimo turno   | Ultimo turno | Ultimo turno | Ultimo turno |  |
|  |             |                  |                 |             |             |  |  |              |                |              |              |              |  |
|  | 1           | Alejandro Falla  | Alejandro Falla | 3           | 4           |  |  |              |                |              |              |              |  |
|  |             | Daniel Cox       | Daniel Cox      | 6           | 6           |  |  |              | Daniel Cox     | 67           | 6            | 4            |  |
|  |             | Alex Kuznetsov   | 7               | 63          | 6           |  |  |              | Alex Kuznetsov | 7            | 4            | 6            |  |
|  | 6           | Ernesto Escobedo | 63              | 7           | 4           |  |  |              |                |              |              |              |  |

### Sezione 2
|  | Primo turno | Primo turno    | Primo turno    | Primo turno | Primo turno |  |  | Ultimo turno | Ultimo turno   | Ultimo turno | Ultimo turno | Ultimo turno |  |
|  |             |                |                |             |             |  |  |              |                |              |              |              |  |
|  | 2           | Amir Weintraub | Amir Weintraub | 7           | 7           |  |  |              |                |              |              |              |  |
|  |             | Evan King      | Evan King      | 65          | 67          |  |  | 2            | Amir Weintraub | 63           | 7            | 4            |  |
|  | WC          | Reilly Opelka  | 63             | 7           | 0           |  |  | 5            | Frank Dancevic | 7            | 65           | 6            |  |
|  | 5           | Frank Dancevic | 7              | 64          | 6           |  |  |              |                |              |              |              |  |

### Sezione 3
|  | Primo turno | Primo turno       | Primo turno       | Primo turno | Primo turno |  |  | Ultimo turno | Ultimo turno      | Ultimo turno      | Ultimo turno | Ultimo turno |  |
|  |             |                   |                   |             |             |  |  |              |                   |                   |              |              |  |
|  | 3           | Matthew Barton    | Matthew Barton    | 7           | 6           |  |  |              |                   |                   |              |              |  |
|  |             | Adrien Bossel     | Adrien Bossel     | 6(1)        | 3           |  |  | 3            | Matthew Barton    | Matthew Barton    | 3            | 3            |  |
|  |             | Eric Quigley      | Eric Quigley      | 4           | 3           |  |  | 7            | Michał Przysiężny | Michał Przysiężny | 6            | 6            |  |
|  | 7           | Michał Przysiężny | Michał Przysiężny | 6           | 6           |  |  |              |                   |                   |              |              |  |

### Sezione 4
|  | Primo turno | Primo turno  | Primo turno  | Primo turno | Primo turno |  |  | Ultimo turno | Ultimo turno | Ultimo turno | Ultimo turno | Ultimo turno |  |
|  |             |              |              |             |             |  |  |              |              |              |              |              |  |
|  | 4           | Brydan Klein | Brydan Klein | 7           | 6           |  |  |              |              |              |              |              |  |
|  |             | Michael Mmoh | Michael Mmoh | 63          | 2           |  |  | 4            | Brydan Klein | Brydan Klein | 63           | 4            |  |
|  | WC          | Brian Baker  | 6            | 0           |             |  |  | WC           | Brian Baker  | Brian Baker  | 7            | 6            |  |
|  | 8           | Jan Hernych  | 3            | 0           | r           |  |  |              |              |              |              |              |  |